# 矢野宏史
矢野 宏史（やの ひろし、1946年 - ）は、日本のプロダクトデザイナー。

## 来歴
- 1946年 東京生まれ
- 1971年 桑沢デザイン研究所インダストリアルデザイン研究科卒業
- 1972年 矢野工業デザイン研究室設立 現在に至る
- グッドデザイン賞(Gマーク)審査委員、福井県デザイン高度化事業顧問
- 桑沢デザイン研究所、多摩美術大学、東京YMCAデザイン研究所にて教鞭をとる。

## 受賞・選定
- 1976年 デザインフォーラム ’76 銀賞受賞
- 1977年 東京国際照明デザインコンペ ’77 金賞受賞
- 1986年 グッドデザイン賞 キメラクローム・笛吹きケトル
- 1992年 光の化石 カナダ・モントリオール装飾美術館パーマネントコレクション
- 1995年 グッドデザイン賞 金賞受賞 バレット・エバーウエア鍋シリーズ
- 1997年 第5回 桑沢賞受賞
- 2003年 グッドデザイン賞 中小企業庁長官特別賞受賞 ZWILLING J.A.HENCKELS TWIN I.V.I 鍋シリーズ
- 2008年 MUJI ステンレス・アルミ全面三層鋼鍋シリーズ JIDA DESIGN MUSEUM SELECTION Vol.9

## 主な個展・展覧会
- 1976年 デザインフォーラム ’76 展 (銀座 松屋)
- 1977年 個展 矢野宏史:光の化石展 (渋谷パルコPart 2)
- 1978年 個展 ONE DAY ONE SHOW (青山・東京デザイナーズスペース)
- 1982年 個展 ONE WEEK ONE SHOW ( AXIS・東京デザイナーズスペース)
- 1984年 メッセージ フロム ジャパン展 /招待出品(ニューヨー ク・Gallery 91)
- 1985年 ジャパンクリエイティブ展 /招待出品(西武百貨店 渋谷店)
- 1988年 KAGU Tokyo Designer’s Week ’88 /招待出品 (AXIS・松屋)
- 1990年 ラスト・ディケイド 1990 /招待出品(銀座 松屋)
- 1991年 TOKYO PRODUCT DESIGN ’91 /招待出品(西武百貨店 渋谷店)
- 1991年 91 OBJECTS BY 91 DESIGNERS /招待出品(ニューヨーク・Gallery 91)
- 1992年 TABLE 35 展 /招待出品(銀座 松屋)
- 1995年 Today’s Japan-Design Sampling ’95 /招待出品 (カナダ・トロント)
- 1996年 デザイナー×地場産業 展 /招待出品(銀座 松屋)
- 1999年 個展 矢野宏史:光の化石展 (乃木坂 セラトレーディング)
- 2000年 VIVA 20C-20世紀の物質と映像のデザイン展(銀座 松屋)
- 2003年 あかりメッセージ2003 ( 六本木 AXIS GALLERY ANNEX )